# 7757 Kameya
7757 Kameya è un asteroide areosecante. Scoperto nel 1990, presenta un'orbita caratterizzata da un semiasse maggiore pari a 2,2938501 UA e da un'eccentricità di 0,2458632, inclinata di 23,08887° rispetto all'eclittica.